# 身廊

着色された部分が身廊

身廊（しんろう, 英: Nave）は、ロマネスク様式やゴシック様式のキリスト教建築の一部分の名称で、入口から主祭壇に向かう中央通路のうちの袖廊に至るまでの部分を指す。

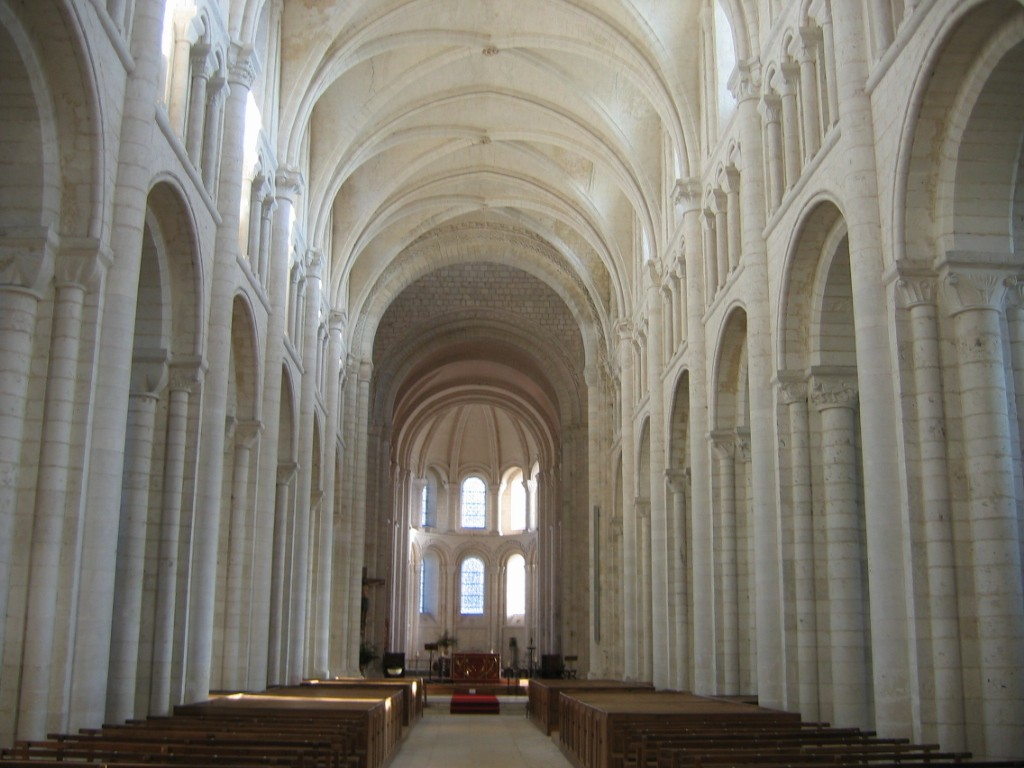
フランス、ノルマンディーにあるサン・ジョルジュ・デ・ボッシェヴィル修道院のロマネスク様式の身廊。側廊との間のアーケード上部にはトリフォリウムが設けられている。

側廊

ロマネスク、ゴシック、古典建築のいずれの様式においても、修道院 (abbey)、大聖堂 (cathedral)、バシリカ (basilica)、教会堂 (church) といったキリスト教建築では、入口（拝廊がある場合もある）から内陣に向かっていくつかの廊が伸びている。廊の数は通常奇数であり、教会堂はその数によって単廊式、3廊式、5廊式などに分類される。廊のうち中央に設けられるものは、高い天井と広い幅を有しており、身廊、明示的には主身廊、主廊と呼ばれる。これに対して、身廊の両脇に設けられる天井の低い廊は、側廊と呼ばれる（右の図を参照）。身廊と側廊、または、側廊どうしの間はアーチやアーケードで区切られる。5廊式の教会堂において、側廊の天井が高く、身廊と同様の幅を持つ場合には、「身廊が3つある」という言い方をする場合もある。
身廊を中世ラテン語で navis（「船」の意）といったのは、おそらくそのヴォールトの竜骨形状により連想されたものであろう。
現代の人々にとっては、身廊はゴシック様式教会堂の主要部分のように思われるが、教会堂の建築はしばしば資金の集まり具合によって、礼拝に重要なサンクチュアリから先に、外側へ向かって建設が進められ、多くは身廊が完成する前に奉献された。様式が変化するなど、身廊が初期の計画通りに完成しなかったものも多く、中には身廊がまったく建設されなかったものもある。
ゴシック建築においては、身廊アーチのベイの数はあまり重視されなかった。
身廊は側廊の屋根より高いため、その差部の側壁にクリアストーリの窓（高窓）を設けることができる。クリアストーリからは、内部に光が差し込むが、アプスは陰になる。
この建築構造の先駆的な例は、ローマの非宗教的バシリカにおいて見られる。これはフォルム（公共広場）に隣接して造られた屋根のついたストア（列柱廊）の一種で、ここで執政官が集まり公的実務が行われた。

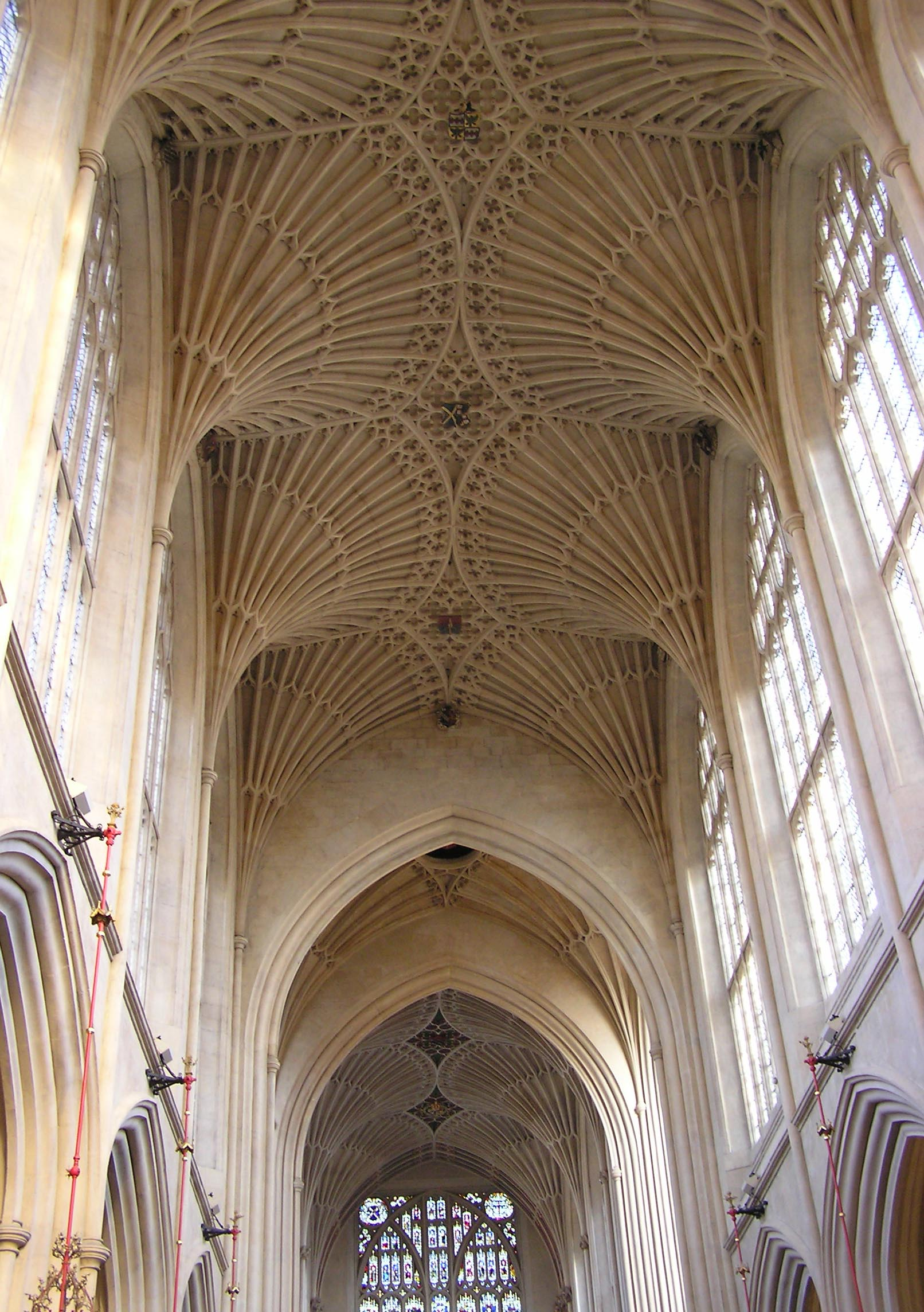
イギリス、バースのバース寺院の身廊上部、後期ゴシックのファン・ヴォールト（1608年、1860年代に修復）。トリフォリウムをなくすことでクリアストーリを大きく取ることができた例。

ロマネスク様式の構造では、身廊の天井の高さが大きくなり、側廊の上部を聴衆が通過する通路が造られ、トリフォリウムと呼ばれる構造が設けられることもあった。
後にはバース寺院の例のように、トリフォリウムが除かれて側廊が低くなり、クリアストーリに代わってステンドグラスが大きく広がるようになる。
クロッシングは、身廊と側廊とが交差する部分を指す。クロッシングの上部には、塔や尖塔、また東方教会ではクーポラが載っていることがある。この特徴は、ルネサンス期に西洋で再導入されたもので、フィリッポ・ブルネレスキによるサン・ロレンツォ聖堂で最初の例が見られる。
ブルネレスキは、バシリカの形を原始ローマのもので復元し、細部にも、平らな格間天井など意識的にローマのスタイルを取り入れた。
サン・ロレンツォ教会の身廊はクリアストーリからの光で明るいが、クロッシングは小さなクーポラのため薄暗くなっている。
他の場合では、側廊の上部にある頂塔や開口部のため、クロッシングがより明るい場合もある。
翼廊は、より広い間隔の窓間壁によってより高いヴォールトを作ることができるが、この場合クロッシングは、その建築のリズムによって身廊と区分されることになる。
内陣とクワイヤが聖職者のための場とされるのに対し、身廊は非聖職者、つまり一般参拝者のための場とされ、内陣障壁(cancellus) によって聖域から区分されていた。動物や人間の糞尿の匂いがしばしば漂い、身廊はあまり清潔な場所ではなかった。そのため内陣障壁は、大聖堂のより神聖な区域を区別し、不潔・不浄なものの侵入を防いだのである。この内陣障壁は、16世紀、プロテスタントの改革派によって一掃された。

## 身廊の記録
- イギリスで最長の身廊: セント・オールバンズ大聖堂。106m。英国国教会。
- フランスで最長の身廊: ブールジュ大聖堂。91m。翼廊が存在するとして、クロッシング・クワイヤを含む。
- ドイツで最長の身廊: ケルン大聖堂。58m。塔の間の2つのベイを含む。
- イタリアで最長の身廊: ローマのサン・ピエトロ大聖堂。91m。ベイ4つ。
- スペインで最長の身廊: セビリア大聖堂。60m。ベイ5つ。
- アメリカで最長の身廊: セント・ジョン・デバイン大聖堂、ニューヨーク。70m。米国聖公会。
- ヴォールト建築で最高の身廊: ボーヴェ大聖堂、フランス。48m高。ベイ1つが建設されただけだが、クワイヤと翼廊は同じ高さで完成された。
- 完成したもので最高の身廊: サン・ピエトロ大聖堂、イタリア。46m高。
- 完成したものでヴォールト建築で最高の身廊: ミラノのドゥオーモ、イタリア。45m高。